# Глобалтел
Глобалтел српски је мобилни виртуелни мрежни оператор у са седиштем у Београду. Глобалтел је са пословањем почео 13. децембра 2016. Од 13. јула 2023 у власништву je Телекома Србија-е са уделом од 100%